# El Cañón de la Muerte
El Cañón de la Muerte es el decimoprimer episodio de la primera temporada de la serie animada de televisión Avatar: la leyenda de Aang.

## Sinopsis
En su recorrido por llegar al polo norte el grupo de amigos se encuentra ante un gran cañón y dos tribus rivales los Zhang y los Gan ji que deben pasar por el. Debido a las palabras que Katara dice a Aang acerca de que el Avatar está para establecer el equilibrio, el joven maestro aire se hace cargo de la situación y decide ayudar a ambas tribus a resolver sus conflictos y cruzar el cañón juntos. Sin embargo lo anterior se dificulta ya que durante su travesía a través del cañón el maestro tierra que los guiaba se lastima los brazos y pierde su capacidad de hacer Tierra Control. Durante el trayecto Sokka y Katara descubren la razón de la enemistad entre ambas tribus y se lo dicen a Aang, la cual los Zhang acusan a los Gan ji de haber puesto a su guerrero Guey yin en prisión por veinte largos años. y los Gan ji acusan a los Zhang de que Guey yin atacara por sorpresa a Yin guey (su guerrero) quien cuidaba el orbe sagrado. Aang idea un plan para vencer a unos insectos gigantes que los atacan y en el cual trabajan los dos grupos en conjunto dándose cuenta de que si se trabajando en equipo todo es más fácil. Al final Aang les cuenta la versión "real" de los hechos que los pusieron en disputa hace 100 años y que resultó ser tan solo un partido de fútbol de bebes la cual Guey jin hizo trampa y toma la pelota con las manos y entonces Yin guey lo pone en un corral pero no por veinte largos años sino solo por dos minutos.
Las 2 tribus preguntan a Aang como es posible que sepa eso si Guey yin y Yin guey vivieron hace 100 años y Aang confiesa que es el avatar y que él ha vivido 112 años y los conoció por lo que las tribus deciden no pelear más. El capítulo termina al contarles Aang a sus amigos, para sorpresa de ellos, la historia Aang que les dijo a esas tribus era simple mentira.
- Datos: Q8772903